# Special Olympics Simbabwe
Special Olympics Simbabwe (englisch: Special Olympics Zimbabwe) ist der simbabwische Verband von Special Olympics International, der weltweit größten Sportbewegung für Menschen mit geistiger Beeinträchtigung und Mehrfachbeeinträchtigung. Ziel ist die sportliche Förderung dieser Personengruppe und die Sensibilisierung der Gesellschaft für sie. Außerdem betreut der Verband die simbabwischen Athletinnen und Athleten bei den Special Olympics Wettbewerben.

## Geschichte
Special Olympics Simbabwe wurde 1987 mit Sitz in Harare gegründet.

## Aktivitäten
2016 waren 5.495 Athletinnen, Athleten und Unified Partner sowie 830 Trainer bei Special Olympics Simbabwe registriert.

### Sportarten
Folgende Sportarten wurden 2021 vom Verband angeboten: 
- Boccia (Special Olympics)
- Fußball (Special Olympics)
- Golf (Special Olympics)
- Netball (Special Olympics)
- Leichtathletik (Special Olympics)
- Schwimmen (Special Olympics)
- Volleyball (Special Olympics)

### Teilnahme an Weltspielen vor 2020
(Quelle:)
- 1991 Special Olympics World Summer Games, Minneapolis, USA (41 Athletinnen und Athleten)
- 1993 Special Olympics World Winter Games, Schladming, Österreich
- 1995 Special Olympics World Summer Games, Connecticut, USA (42 Athletinnen und Athleten)
- 1997 Special Olympics World Winter Games, Toronto, Kanada (12 Athletinnen und Athleten)
- 2003 Special Olympics World Summer Games, Dublin, Irland (50 Athletinnen und Athleten)
- 2007 Special Olympics World Summer Games, Shanghai, China (28 Athletinnen und Athleten)
- 2015 Special Olympics World Summer Games, Los Angeles, USA (15 Athletinnen und Athleten)
- 2019 Special Olympics, World Summer Games, Abu Dhabi (16 Athletinnen und Athleten)[2]

### Teilnahme an den Special Olympics World Summer Games 2023 in Berlin
Special Olympics Simbabwe beteiligte sich an den Special Olympics World Summer Games 2023. Die Delegation wurde vor den Spielen im Rahmen des Host Town Program von Sankt Wendel betreut und bestand aus 25 Personen. Das Team gewann bei diesen Weltspielen zwei Gold-, zwei Silber- und vier Bronzemedaillen.